# Morihiro Hosokawa
Morihiro Hosokawa (細川 護煕 Hosokawa Morihiro?, Tokio, 14 de enero de 1938) es un político japonés. Fue el 79.º primer ministro de Japón entre el 9 de agosto de 1993 y el 28 de abril de 1994, siendo su gobierno de coalición el primer gabinete del que no formaba parte el Partido Liberal Democrático (PLD) desde 1955.

## Primeros años

Mon del clan Hosokawa.

Es descendiente del antiguo clan Hosokawa, una de las ramas del antiguo clan Minamoto en Tokio (el antiguo primer ministro Fumimaro Konoe fue su abuelo). También es descendiente de la heroína cristiana Hosokawa Gracia. Se graduó en la Universidad de Sofía en 1961. Después de trabajar en el periódico Asahi Shimbun por varios años, fue elegido en la Cámara de Diputados Locales de Japón como miembro del Partido Liberal Democrático en 1971, representando a la Prefectura de Kumamoto.
Tras servir por dos términos en la Dieta de Japón, en 1983 se convirtió en gobernador de Kumamoto, hasta 1991. En 1992 abandona el PLD al considerar que era un partido corrupto y funda el reformista Nuevo Partido de Japón (NPJ), con el que accedió a un escaño en la Cámara de Consejeros.

## Primer ministro

### Elecciones de 1993
En las elecciones generales de julio de 1993, por primera vez en treinta y ocho años, el PLD perdió la mayoría absoluta en la Dieta, obteniendo tan solo 223 de los 511 escaños de la Cámara de Representantes de Japón. El gobierno de Kiichi Miyazawa, antiguo primer ministro, se vio desbancado del poder por una amplia coalición formada por ocho partidos políticos de ideología muy diversa, tanto de izquierda (el Partido Socialista de Japón y el Partido Socialista Democrático) como de derecha (Partido de la Renovación de Japón, Nuevo Partido de Japón, y Nuevo Partido Sakigake), e incluso formaciones de política religiosa como Komeito. Cualquier negociación del PLD para formar gobierno fracasó, y el 6 de agosto de 1993, Hosokawa, como líder del NPJ y de la coalición, fue elegido para el cargo de Primer ministro con 262 votos a favor, 224 en contra y 25 abstenciones. El primer ministro era el único miembro del NPJ en el gabinete, dominado en su mayoría por el Partido de la Renovación y los socialistas.
Walter Mondale, entonces embajador de Estados Unidos en Japón, afirmó que Hosokawa tenía una habilidad "Kennedy-esca" para centrarse en sus ideales. No obstante, la ambiciosa agenda de Hosokawa no pudo cumplirse del todo por diversos factores. Para empezar, la coalición parlamentaria sobre la cual se apoyaba era muy frágil, y no tenía ningún rasgo ideológico en común más que su aversión a la corrupción dentro del PLD y su intención de reformar la ley electoral para evitar el gerrymandering y las donaciones corporativas, con las cuales dicha formación se había mantenido en el poder durante casi cuatro décadas. Ninguna de las fuerzas políticas dentro de la coalición tenía suficiente peso coma para imponerse sobre las otras: el partido más grande de la coalición, el PSJ, tenía tan solo 70 escaños, es decir, 153 menos que el PLD por sí solo. El nuevo gobierno también estaba en desacuerdo con la burocracia del sistema político en general de Japón, que buscó reformar después de décadas de atrincheramiento burocrático bajo el PLD.

### Política interior
El gobierno de Hosokawa pidió cambios en las leyes electorales japonesas destinadas a combatir la corrupción política, incluida la eliminación de las donaciones políticas corporativas a candidatos individuales y una nueva redacción del sistema electoral, ambas destinadas a evitar que el PLD continuara empleando sus prácticas electorales pasadas. Después de una prolongada lucha legislativa, el PLD pudo detener algunas de esas reformas, manteniendo las donaciones políticas corporativas pero dándoles un límite, y se evitaron algunos cambios más radicales en el mapa electoral, asegurando que la mayoría de los candidatos mantendría esencialmente los mismos escaños en las próximas elecciones. Este mal movimiento por parte del nuevo gobierno minó gran parte de la aprobación pública con la que había iniciado la coalición.
Una ley aprobada en diciembre de 1993, por la que se modificaba la Ley Orgánica de 1970 para las Personas con Discapacidad Física y Mental, tenía como objetivo promover la independencia de las personas con discapacidad y su participación en actividades en cualquier campo como la cultura, la economía y la comunidad. Las enmiendas a los reglamentos de la Ley de Seguridad e Higiene Industrial de 1972, del 30 de marzo de 1994, incluyeron accidentes relacionados con el colapso de grúas y rotura de cables que debían notificarse a las autoridades. El 1 de abril de 1994, la semana laboral fue reducida a cuarenta horas.
Hosokawa también promulgó recortes en los impuestos sobre los ingresos y los residentes, destinados a ayudar a Japón a salir de la recesión en la que había entrado tras el estallido de la burbuja financiera e inmobiliaria. Después de la presión del ministerio de finanzas, el gobierno compensó estos recortes anunciando un aumento en el impuesto al consumo del 3% al 7% a partir de 1997. El movimiento fue polémico dentro del gabinete, pues Ichiro Ozawa favoreció una tarifa del 10% mientras que el Partido Socialista de Japón no estaba de acuerdo con el aumento. Hosokawa anunció el aumento, pero se retractó el anuncio al día siguiente, dejando el impuesto del 3%. La lenta respuesta del gobierno ante la cuestión debilitó su dominio del poder y se dijo que apresuraría su desaparición. El impuesto fue aumentado finalmente al 5% en 1997 por el primer ministro del PLD, Ryutaro Hashimoto.

### Política exterior

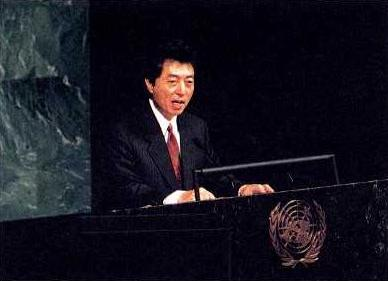
Hosokawa ante las Naciones Unidas, septiembre de 1993.

Hosokawa hizo varios movimientos nunca antes vistos hacia la expiación con los vecinos asiáticos de Japón durante su período como Primer ministro. En su primera conferencia de prensa en el cargo, hizo una declaración sin precedentes reconociendo que Japón llevó a cabo una guerra de agresión en la Segunda Guerra Mundial. El 6 de noviembre de 1993, visitó Corea del Sur, donde celebró una cumbre con el presidente Kim Young-sam en Gyeongju y ofreció una clara disculpa al pueblo coreano por las acciones de Japón en la guerra, declaraciones que fueron ampliamente aplaudidas dentro de Corea. Hosokawa consideró la anexión japonesa de Corea como equivocada y rechazó la opinión común en Japón de que era con el consentimiento de Corea y que de algún modo beneficiaba a Corea. Más tarde declaró: "Obviamente puedes definir la agresión de muchas maneras, dependiendo del contexto, pero si tienes algo de sentido común, no puedes decir con conciencia que Japón no fue el agresor cuando Japón causó en realidad una tremenda angustia y pérdida de vidas en China, Corea y las demás naciones del Sudeste Asiático para proteger sus propios intereses. Sabía que mi opinión iba a provocar una controversia acalorada de todas formas".
El 19 de marzo de 1994, Hosokawa visitó China y los dos gobiernos firmaron un acuerdo de cooperación en materia de protección del medio ambiente. En abril, el extremista derechista Masakatsu Nozoe disparó un tiro al techo de un hotel de Tokio donde Hosokawa estaba dando un discurso, en aparente protesta de las declaraciones de Hosokawa. Los actos de Hosokawa hacia China y Corea inspiraron al presidente ruso, Boris Yeltsin, a pedir disculpas a Hosokawa por la detención soviética de prisioneros de guerra japoneses en Siberia. Hosokawa especuló más tarde que si ambos hombres hubieran permanecido en sus cargos, las relaciones ruso-japonesas habrían mejorado considerablemente. Hosokawa también tenía una buena relación personal con Bill Clinton, pero las disputas comerciales entre Japón y Estados Unidos dominaron las relaciones entre ambos países durante el mandato de Hosokawa.

### Escándalo de corrupción y renuncia
Hosokawa se vio obligado a dimitir en abril de 1994 después de que salió a la luz que había aceptado un préstamo de 100 millones de yenes de una compañía de camiones previamente acusado de soborno y vínculos con el crimen organizado. En medio de acusaciones de soborno, Hosokawa argumentó que el dinero era un préstamo y entregó un recibo para demostrar que lo había devuelto, aunque el PLD aseguró que era una copia falsa. A pesar de que aún contaba con una amplia aprobación pública, Hosokawa presentó su renuncia el 28 de abril, con la creencia generalizada de que no podría cumplir las expectativas fijadas en él al comienzo de su mandato.
La renuncia de Hosokawa fue abrupta y condujo a una serie de reuniones frenéticas encaminadas a salvar la coalición, que se dividió entre los campos rivales de Ichiro Ozawa y Masayoshi Takemura. Después de su dimisión, la coalición fue liderada por el presidente de Shinseito, Tsutomu Hata.

## Vida posterior
Hosokawa se unió al Shinshintō en 1996, y posteriormente se pasó al Partido Democrático de Japón en 1998 y del cual se retiró de la vida política en mayo del mismo año. En su retiro desarrolló la cerámica, cuyas obras han sido exhibidas en Japón y Europa. También es consultor especial del periódico The Japan Times.